# Marco Mantova Benavides

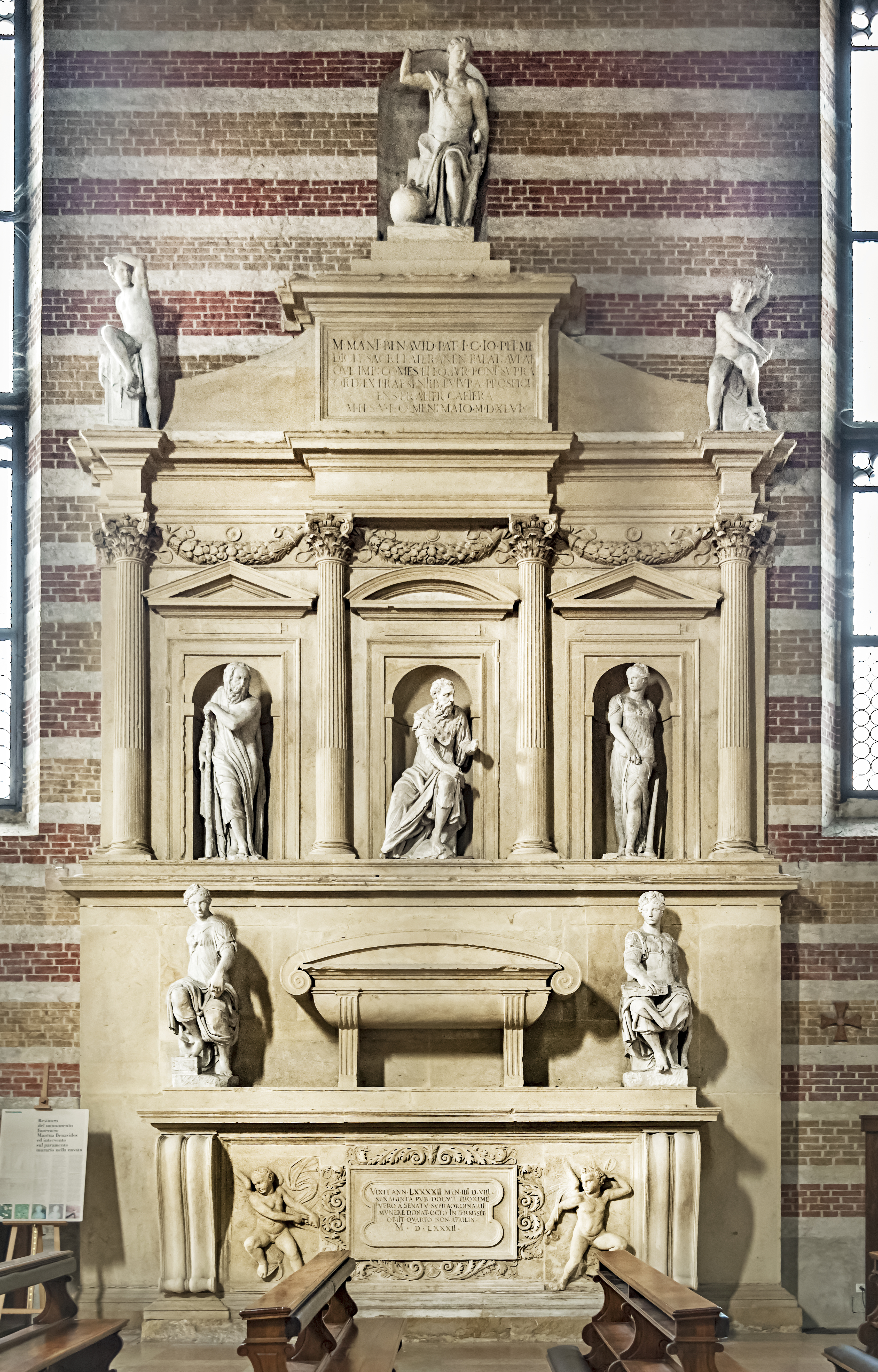
Chiesa degli Eremitani di Padova, mausoleo di Marco Mantua Bonavides.

Marco Mantova Benavides, latinizzato in Marcus Mantua Benavidius o Marcus Mantua Bonavitus (Padova, 25 novembre 1489 – Padova, 2 aprile 1582), è stato un umanista, giurista, e collezionista italiano.

## Biografia
La sua famiglia, di origine spagnola, si era trasferita a Padova da Mantova, città della quale aveva assunto il cognome. Marco studiò giurisprudenza all'Università di Padova, città dalla quale non si allontanò mai durante la sua vita. Dopo essersi addottorato, dal 1518 fino al 1564 insegnò diritto civile, canonico e penale nell'ateneo di Padova.
Molte notizie sulla sua vita sono note dalla sua corrispondenza. In una lettera all'Aretino, per esempio, raccontò di aver incaricato Bartolomeo Ammannati di preparargli il monumento funebre nella Chiesa degli Eremitani. Appassionato d'arte spendeva tutti suoi guadagni nella raccolta di opere d'arte e documenti antichi. Fu inoltre attivo nell'Accademia degli Infiammati, di cui fu uno dei fondatori, ed ebbe contatti con i principali intellettuali padovani (Sperone Speroni, Bernardino Tomitano, Francesco Sansovino, Pietro Bembo, Luigi Alamanni, Benedetto Varchi, Lazzaro Bonamico, Giovanni Cornaro, ecc.). Curò fra l'altro le opere di Francesco Petrarca di cui tradusse alcune liriche del Canzoniere in lingua latina. Scrisse egli stesso delle rime petrarcheggianti in volgare e una novella, l'Heremita.
Come giureconsulto acquistò grande fama: riceveva dall'Università padovana uno stipendio di 800 fiorini, di gran lunga superiore a quello degli altri colleghi, e fu consulente di papi e degli imperatori Carlo V e Ferdinando I. Una sua statua, opera dello scultore Giovanni Ferrari, fu eretta al Prato della Valle per volontà dell'elettore di Sassonia Federico Augusto.
Nella Chiesa degli Eremitani di Padova si trova il suo mausoleo.

## Opere

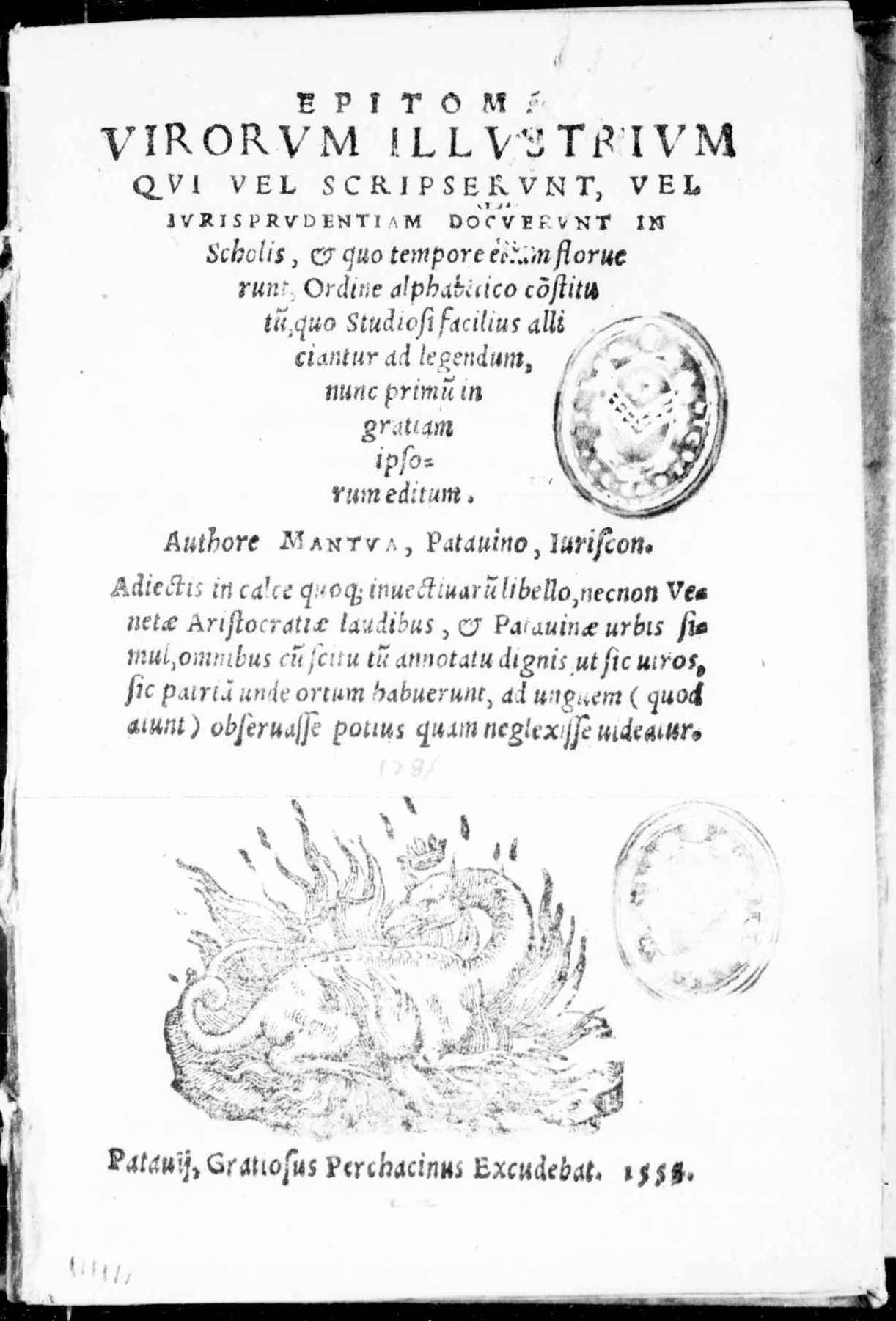
Epitome virorum illustrium, 1555

- A Monsignore Messer Hercole Fregoso Nouella della eloquenza, Venezia, 1525.
- Apophthegmata Iuris. Marci de Mantua Bonauitis cognomento Patauini iurisconsulti Quibus addita est etiam Suasoria Polykarpos legis oppiae, ad compescendos mulierum luxus, Padova, 1540.
- Subtilissime et repetibilis L. Imperium. Digest. De iurisdictio. om. Iud. Non inutilis Commentariolus. Marci de Mantua Bonauitis cognomento Patauini Iuriscon, Venetijs : apud Aurelium Pincium Venetum mense aprili 1540.
- Subtilissimorum Quinimmo. I. iurisgentium, ac. Pactus ne peteret. nouus Marci de Mantua Bonauitis cognomento, Patauini iurisconsulti commentarius, Venetijs : in officina Aurelij Pincij Veneti, 1540 mense iulio.
- Marci Mantua Bonauitis, Patauini Iuriscon. Dialogus de concilio, Venetiis, 1541 mense mai.
- Marci Mantuae Boauiti Patauini iurisconsulti ... Responsa, ac defensiones, nonnulle, cum ciuiles, tum crimales ... Et eiusdem Authoris simil repertorio rerum principalium, atque materierum ... Inter quae illud etiam quod, alias in causa diuorti pro ... rege Angliae scripsit, Venetiis, Apud Aurelium Pincium Venetum Impressa, 1543.
- (LA) Epitoma virorum illustrium, Padova, Grazioso Percacino, 1555.
- Illustrium iureconsultorum imagines quae inueniri potuerunt ad viuam effigiem expressae. Ex Musaeo Marci Mantuae Benauidij Patauini iureconsulti clarissimi, Romae : Ant. Lafrerij Sequani formis, 1566.